# Murchison (meteorite)
Murchison è un meteorite di tipo carbonaceo, caduto in Australia nel 1969. Si tratta di una delle meteoriti più famose e studiate, poiché contiene oltre 100 diversi amminoacidi, composti organici complessi che sono alla base della chimica della vita.

## Storia
La mattina del 28 settembre 1969, nella parte settentrionale dello stato australiano di Victoria, alle 10:57, viene avvistato un luminoso bolide che scompare dalla vista dopo essersi spezzato in tre corpi più piccoli. Pochi istanti dopo, oltre un centinaio di frammenti meteoritici cadono nei pressi del villaggio rurale di Murchison in un'area ellittica ampia circa 3,5 x 11,5 km.
Nei giorni seguenti vengono recuperati molti esemplari, le cui dimensioni variano da pochi grammi fino a 7 kg. I primi frammenti a essere recuperati vengono trovati su una strada. Un esemplare di 680 g, caduto sul tetto di un fienile, viene ritrovato in mezzo alla paglia. In totale saranno recuperati più di 100 kg di materiale meteoritico.

## Composizione e classificazione

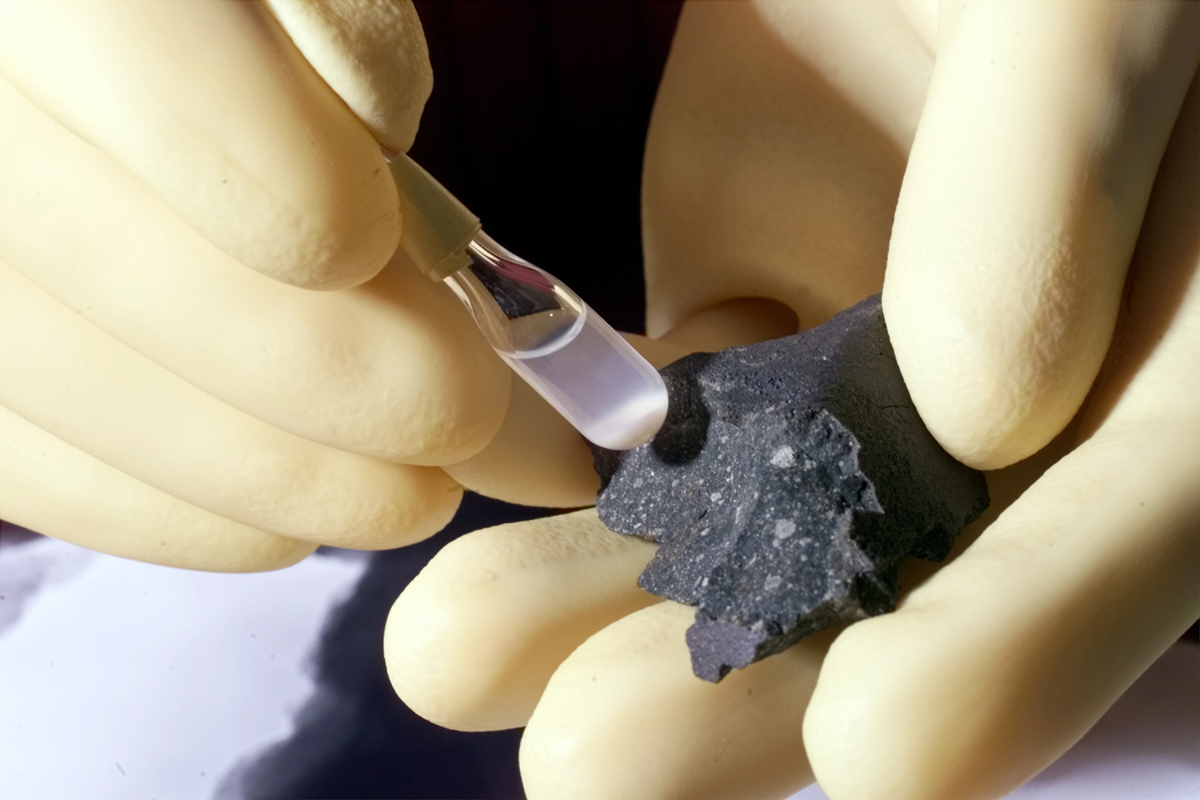
Analisi del meteorite di Murchison

Questo meteorite è una condrite carbonacea di tipo CM2. Questo gruppo di condriti carbonacee, assieme alle più primitive C1, rappresentano il tipo di materia più primitiva e inalterata presente in tutto il nostro sistema solare: poiché quest'ultimo vanta un'età stimata di 4 miliardi e 600 milioni di anni, il fatto che le più recenti rilevazioni datino il meteorite a 7,5 miliardi di anni fa lo colloca tra i reperti di origine esterna al sistema solare.
Gli elementi più interessanti di questo meteorite sono la presenza di inclusioni ricche di calcio e alluminio  particolarmente antiche, l'elevato contenuto di acqua (12%) e la sorprendente presenza di più di 100 diversi amminoacidi.

### Materia organica
Tra questi 100 amminoacidi sono presenti composti comuni come la glicina, l'alanina e l'acido glutammico e rari come l'isovalina e la pseudoleucina. Sono invece assenti gli amminoacidi serina e treonina, considerati contaminanti terrestri.
Dalle prime analisi era emerso che gli amminoacidi chirali erano presenti in miscela racemica, ovvero in parti uguali sia nella forma destrogira sia in quella levogira. Alcune molecole esistono in due forme speculari non sovrapponibili. Le forme di vita sulla Terra producono solo una delle due forme speculari di questi amminoacidi e quindi una simile asimmetria, detta omochiralità, è considerata un forte indizio di un'origine biologica del materiale. La presenza di una miscela racemica era quindi la dimostrazione dell'origine extraterrestre del materiale. Tuttavia successive e più accurate indagini hanno mostrato che alcuni di questi amminoacidi sono in realtà presenti in miscele non racemiche, con un eccesso di una delle due forme chirali. Nel 1997 analisi isotopiche su questi composti non racemici hanno rilevato un eccesso di isotopo 15N dell'azoto rispetto alle controparti terrestri, dimostrando che nel sistema solare esiste o è esistita una sorgente extraterrestre di enantiomeri levogiri.
La lista di composti organici identificati nel meteorite Murchison si è arricchita nel 2001 dei polioli e nel 2008 anche di alcuni nucleotidi (xantina e uracile). La presenza di questi complessi composti organici in un meteorite dimostra che i mattoni della vita si sono formati anche al di fuori della Terra e dà sostegno all'ipotesi secondo cui essi, o la vita stessa, possano essere arrivati sul nostro pianeta dall'esterno (panspermia).

## Origine
Si ritiene che le condriti carbonacee possano essere frammenti di comete e in particolare si è ipotizzato che Murchison possa essere correlato con la cometa periodica Finlay.

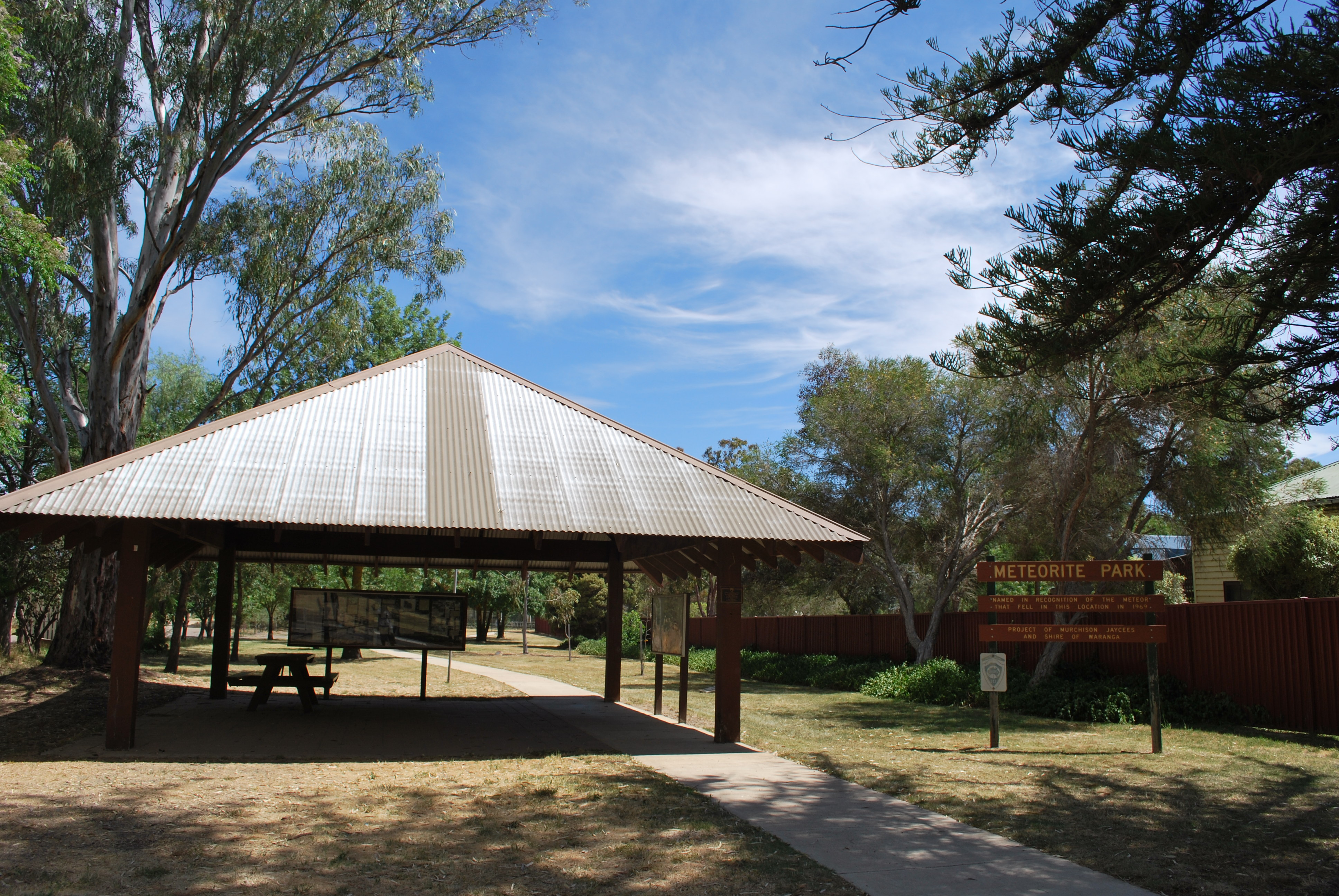
Murchison Meteorite Park

## Meteorite Park
Nel luogo dove caddero alcuni frammenti ora sorge il Murchison Meteorite Park, attrazione turistica della zona.